# Phare de Mlaka
Le phare de Mlaka (en croate : Svjetionik Mlaka) est un phare actif situé sur le front de mer de la municipalité de Rijeka dans le Comitat de Primorje-Gorski Kotar en Croatie. Le phare est exploité par la société d'État Plovput .

## Histoire
Le premier phare, mis en service en 1878, a été remplacé en 1884 par un autre phare construit sur le brise-lames. Celui-ci a été transféré, en 1898, sur le front de mer, à l'ouest de Rijeka, donnant sur la baie de Kvarner.

## Description
Le phare est une haute tour hexagonale de 38 m de haut, avec galerie et lanterne, placée sur une construction de cinq étages. La tour est blanche avec des bandes noires du côté de la mer. Il émet, à une hauteur focale de 39 m, un bref éclat blanc et toutes les 10 secondes. Sa portée est de 15 milles nautiques (environ 128 km) pour le feu principal et 12 milles nautiques (environ 22 km) pour le feu de veille.

Identifiant : ARLHS : CRO-206 - Amirauté : E2822 - NGA : 12228 .

## Caractéristiques dufeu maritime
Fréquence :
- Lumière (W) : 10 (0,7 + 9,3) secondes

|                  |
| Golfe de Kvarner |

### Lien connexe
- Liste des phares de Croatie